# 拜伦·布莱克
拜伦·哈米什·布莱克（英語：Byron Hamish Black，1969年10月6日—），津巴布韦男子网球运动员，生于索爾茲伯里，现居南非姆普马兰加省白河。他曾获得法国网球公开赛男子双打冠军。他也曾参加1996年夏季奥林匹克运动会和1987年全非运动会。